# تختیالیف (تاجیکستان)
تختیالیف (به لاتین: Takhtialif) یک منطقهٔ مسکونی در تاجیکستان است که در ناحیه‌های تابع جمهوری واقع شده‌است.